# Заричанский, Станислав Константинович
Станислав Константинович Заричанский (род. 31 октября 1962 года в городе Щелково Московской области, РСФСР, СССР) — российский политический деятель, депутат Государственной Думы ФС РФ первого созыва (1993—1995) и второго созыва (1995—1999).

## Биография
В 1985 году получил высшее образование по специальности «техническая эксплуатация радиоэлектронного оборудования летательных аппаратов» в Московском институте инженеров гражданской авиации. С 1985 по 1987 год проходил службу в Военно-воздушных силах СССР в звании лейтенанта. С 1987 по 1991 год работал в аэропорту «Шереметьево» авиатехником.
В 1991 году вступил в члены ЛДПР, работал в ЦК ЛДПСС и ЦК ЛДПР сотрудником организационного отдела.
В 1993 году избран депутатом Государственной думы Федерального Собрания Российской Федерации первого созыва. В Государственной думе был членом комитета по делам общественных объединений и религиозных организаций, входил во фракцию ЛДПР.
В 1995 году избран депутатом Государственной думы Федерального Собрания Российской Федерации второго созыва. В Государственной думе был членом комитета по бюджету, налогам, банкам и финансам, входил во фракцию ЛДПР.

## Законотворческая деятельность
За время исполнения полномочий депутата Государственной думы I и II созывов выступил соавтором двух законодательных инициатив и поправок к проектам федеральных законов «Об аудиторской деятельности» и "О внесении изменений и дополнений в Федеральный Закон «О рекламе» в части ограничения рекламы алкогольных напитков, табака и табачных изделий.